# Rättviks station
Rättvik är en järnvägsstation på Siljansbanan mellan Borlänge och Mora. Den öppnades 1890 som en station på Falun-Rättvik-Mora Järnväg (FRMJ). 1914 öppnades Södra Dalarnas Järnväg (SDJ) från Borlänge till Rättvik och Rättvik blev en järnvägsknut. Trafiken på linjen Falun-Rättvik lades ned 1965. 
Rättviks station är belägen cirka 50 kilometer norr om centralstationen i Falun och har signaturen Rv. Stationen hade tidigare stickspår till Rättviks ångsåg och Rättviks kalkverk. 
Stationshuset byggdes cirka 1890 och ersattes av ett nytt 1929. 

## Ritningar

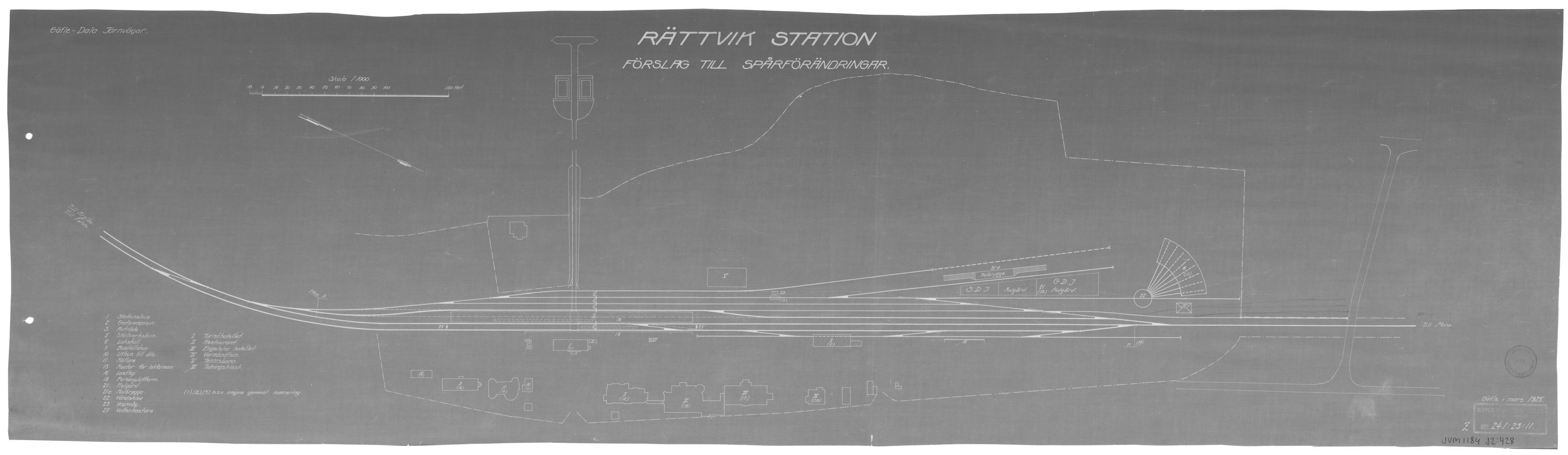
Bangårdsritning Rättviks station 1925

## Bilder

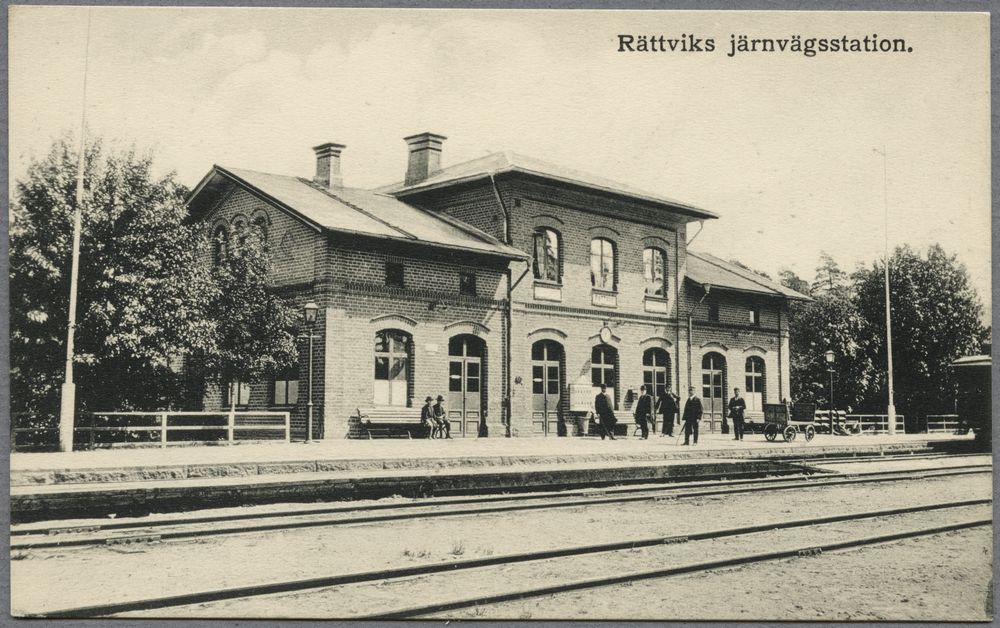
Rättviks station 1900.
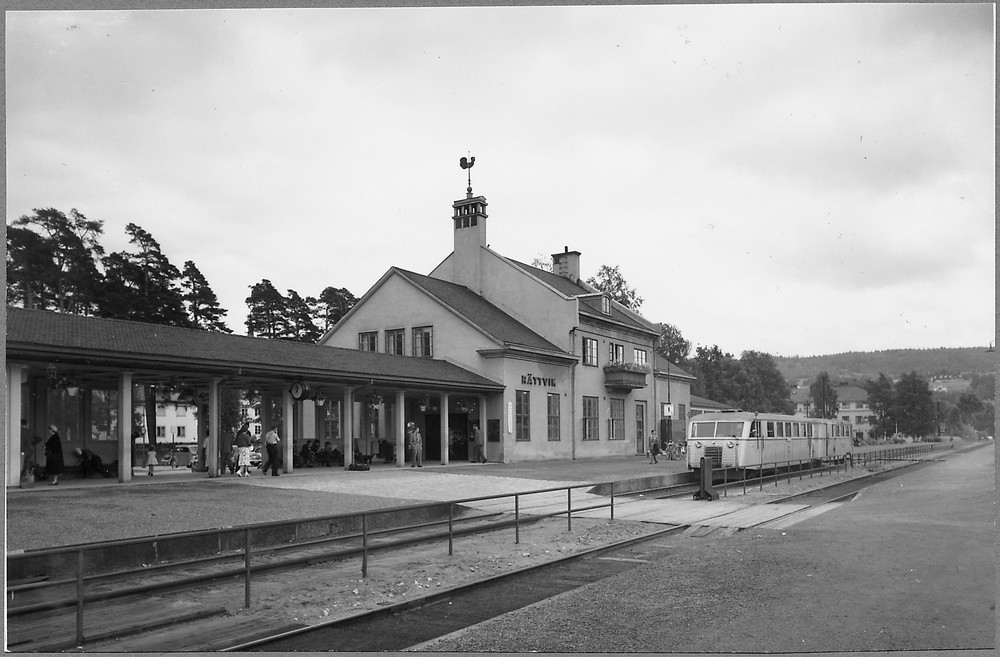
Rättviks station ca 1950
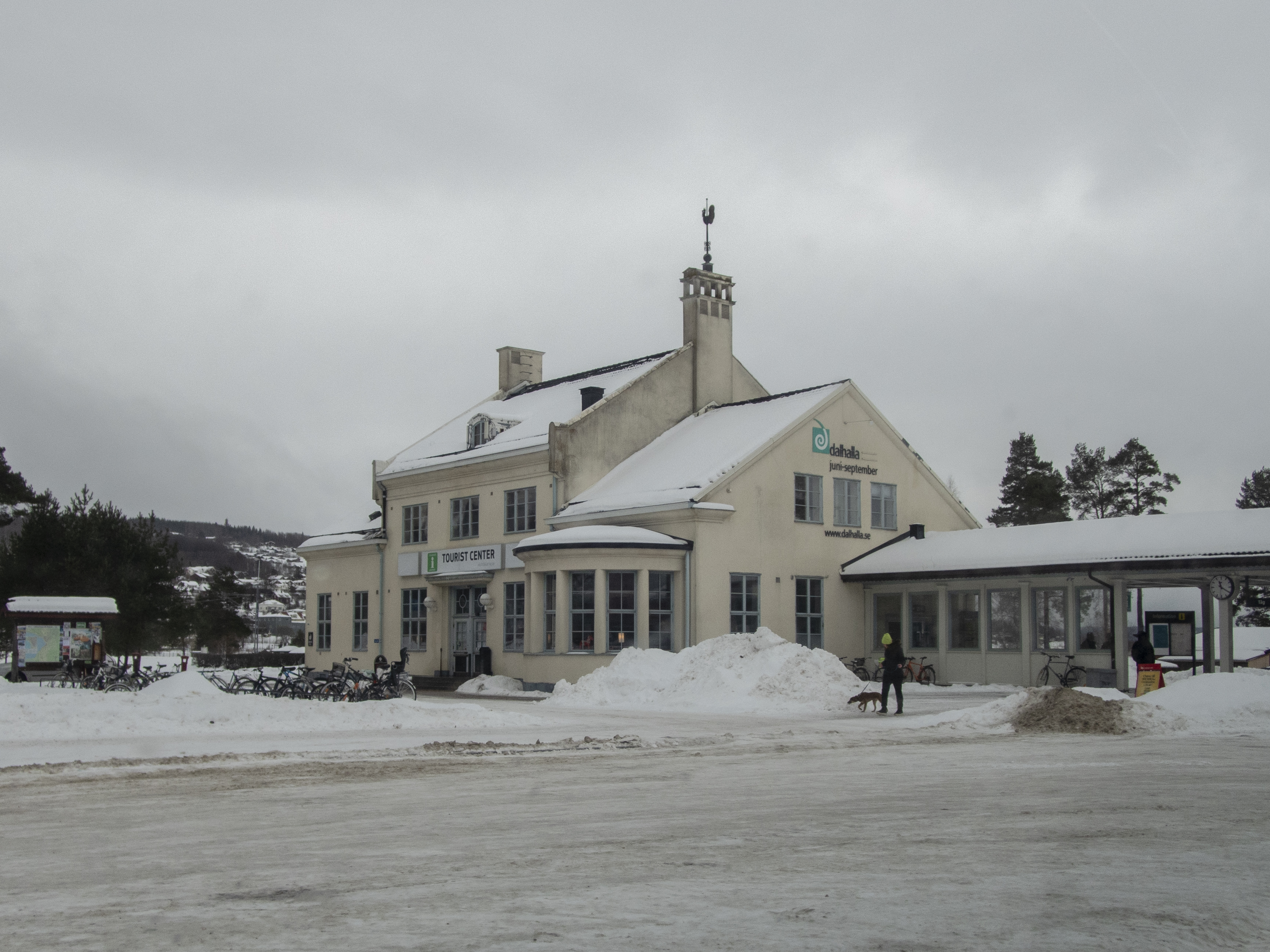
Stationshuset 2018